# Robert Petersen (eskimolog)
Robert Karl Frederik Petersen (født 18. april 1928 i Maniitsoq, død 23. oktober 2021 i Odense) var en grønlandsk eskimolog, dialektolog, antropolog, universitetsprofessor og universitetsrektor.
Robert Petersen var søn af kontorassistenten og regionsrådsmedlem Ole Levi Albrekt Petersen (1894–1979) og hustru Marie Karoline Jakobine Rosing (1898–1980). Hans søskende var universitetsdirektør Hans Christian Petersen (1925–2015), præsten og provinsråd Ricard Petersen (1931–2014) og digteren og oversætteren Mariane Petersen (f. 1937). Den 9. februar 1957 giftede han sig med den danske sygeplejerske Inge Hansen (1929-1997), datter af arbejderen Lars P. Hansen (d. 1976) og hans hustru Ingeborg Corneliussen (d. 2001).
Robert Petersen afsluttede sin uddannelse på Grønlands seminarium i 1948 og fortsatte sin uddannelse i Danmark indtil 1953. Fra 1954 til 1956 var han lærer ved seminariet i Nuuk. I 1967 blev han mag.kunst. ved Københavns Universitet. I 1969 blev han amanuensis og i 1972 lektor. I 1975 blev han professor i eskimologi i København, hvilket gjorde ham til den første grønlænder, der havde et professorat. Da Grønlands Universitet, Ilisimatusarfik, blev grundlagt som Inuit Instituttet i 1983, blev Robert Petersen udnævnt til dets første direktør. Med omdannelsen til eget universitet blev han udnævnt til første rektor, inden han gik på pension i 1995.
Fra 1969 til 1973 var Robert Petersen rådgiver for Grønlands Landsråds Sprog- og Retskrivningsudvalg, hvoraf den grønlandske retskrivningsreform udsprang. Fra 1970 til 1979 var han desuden medlem af det rådgivende udvalg for socialforskning i Grønland og fra 1979 af Grønlandsforskningsudvalget. Fra 1976 til 1994 var han medlem af Kommissionen for Videnskabelige Undersøgelser i Grønland og fra 1976 til 1983 af Stednavneudvalget, der har ansvaret for navngivning af geografiske objekter i Grønland. Han var også medlem af præsidiet for den arktiske olie- og gaskongres i Le Havre i 1973, vicepræsident for Arctic Peoples Conference i København samme år og medlem af Det Politiske Råd i Verdensrådet for Oprindelige Folk i 1975. I 1978 var han præsident og i 1979 vicepræsident for UNESCO World Cultural Heritage Expert Meeting. Fra 1973 til 1976 var han medlem af Inuit Language Commission og var fra 1973 til 1981 medredaktør af International Journal of American Linguistics. Fra 1976 var han udvalgsmedlem for antropologisk forskning i Nordisk Råd og desuden administrativt medlem af Nordisk Samisk Institut og Grønlands Sprognævn. Både Grønlands Sprognævn og stednavneudvalget er nu en del af Oqaasileriffik.
Robert Petersen var æresdoktor ved Université Laval (fra 1992) og ved Ilisimatusarfik (fra 2010) samt medlem af Det Kongelige Gustav Adolfs Akademi for Svensk Folkekultur. Derudover modtog han Dansk Forfatterforenings populærvidenskabelige pris 1977, i 1993 Grønlands Kulturpris, 2003 Rinkmedaljen og 2005 Ebbe Munck-prisen. Endvidere var han ridder af Dannebrogordenen og modtog den 16. oktober 1996 det grønlandske selvstyres fortjenstmedalje Nersornaat i sølv.
Robert Petersen døde i 2021 i en alder af 93 efter kort tids sygdom i Odense.

## Udgivelser
- 1971: Det ændrede samfund og børnenes situation
- 1974: Perspektiver for minedrift i Grønland (14 artikler)
- 1976: Continuity and discontinuity in the political development of modern Greenland
- 1976: Nogle træk i udviklingen af det grønlandske sprog, efter kontakter med den danske kultur, og danske sprog
- 1977: Om etnicitet og ejendomsretten til jorden
- 1977: The West Greenlandic cultural imperialism in East Greenland: cultural imperialism and cultural identity
- 1982: Some ethical questions in connection with research activity in asymmetrical ethical situation
- 1982: Substistence hunting: the Greenland case
- 1982: Om klimasvingninger og Grønlands forhistorie
- 1988: Ilisimatusarfik, University of Greenland
- 2003: Settlements, kinship and hunting grounds in traditional Greenland: a comparative study of local experiences from Upernavik and Ammassalik